# Nikkel-59
Nikkel-59 of 59Ni is een onstabiele radioactieve isotoop van nikkel, een overgangsmetaal. De isotoop komt van nature niet op Aarde voor.

## Radioactief verval en toepassing
Nikkel-59 is een kosmogeen nuclide met een grote halfwaardetijd: 76.500 jaar. Het vindt daarom onder meer toepassing als dateringsmethode in de geochronologie. De isotoop vervalt door β+-verval tot de stabiele isotoop kobalt-59:
{\displaystyle {\ce {{^{59}_{28}Ni}->{^{59}_{27}Co}+{e^{+}}+{\nu }_{e}}}}
48Ni · 49Ni · 50Ni · 51Ni · 52Ni · 53Ni · 54Ni · 54mNi · 55Ni · 56Ni · 57Ni · 58Ni · 59Ni · 60Ni · 61Ni · 62Ni · 63Ni · 63mNi · 64Ni · 65Ni · 65mNi · 66Ni · 67Ni · 67mNi · 68Ni · 68m1Ni · 68m2Ni · 69Ni · 69m1Ni · 69m2Ni · 70Ni · 70mNi · 71Ni · 72Ni · 73Ni · 74Ni · 75Ni · 76Ni · 77Ni · 78Ni · 79Ni · 80Ni